# El Arish

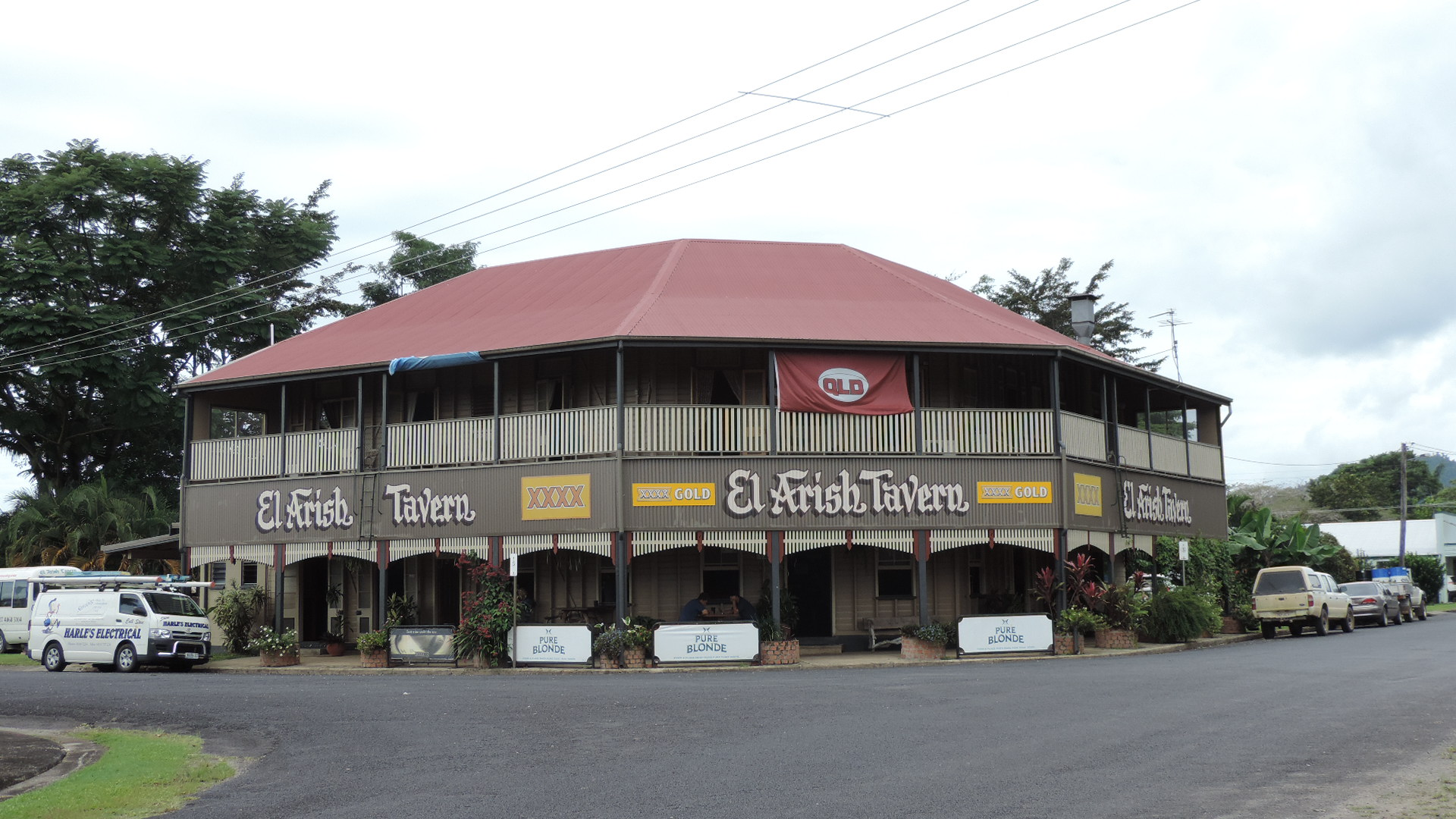
Tawerna El Arish, El Arish, Queensland, 2016.

El Arish – miasto w Australii, w stanie Queensland.